# حريش عقدي الأرجل
حريش عقدي الأرجل (الاسم العلمي: Lithobius nodulipes) هو نوع من المفصليات يتبع جنس الحريش من الفصيلة الحريشية.